# Aporophoba
Aporophoba é um gênero de traça pertencente à família Arctiidae.